# El Juntacadáveres
El Juntacadáveres is een band opgericht door de Argentijnse bandoneon- en saxofoonspeler Enrique Noviello, die in 2002 emigreerde naar Antwerpen en een tijd bij de Ambrassband speelde. De naam El Juntacadáveres ("De Lijkenverzamelaar") is afkomstig van een novelle van de Uruguayaanse schrijver Juan Carlos Onetti.
De band speelt een moderne versie van tango, die wordt versmolten met westerse muziekstijlen zoals rockmuziek, hiphop, jazz en reggae. In 2011 won de band de Mano Mundo muziekprijs. De band speelde onder andere in het voorprogramma van Gotan Project en op het Hongaarse Sziget-festival.
Het eerste album telt gastbijdragen van zangeres Nikkie Van Lierop en de Argentijnse bandoneonspeler Alfredo Marcucci. De Duits-Turkse zangeres Sema Moritz zingt mee op het tweede album Twists and Turns.
Het nummer Oktubre verscheen op het wereldmuziekcompilatiealbum Flamundo! volume 5 dat werd samengesteld naar aanleiding van Womex 2014 in het Spaanse Santiago de Compostella. Het album werd samengesteld door de Britse producer Guy Morley.

## Bandleden
- Enrique Noviello - zang, saxofoon, bandoneon
- Pato Lorente - bandoneon
- Kris Strybos - scratching en rap
- Onan Van De Weyer - gitaar
- Michel Spiessens - basgitaar
- Domingo de Jesus Lopez Diaz - keyboards
- Luc Bas - drums

## Albums
- De Platino (2013, Music & Words)[9]
- Twists and Turns (2015, Zimbraz rec)[3]